# 大学都市 (メキシコ国立自治大学)
シウダ・ウニベルシタリア（Ciudad Universitaria, 大学都市）は、メキシコシティ南部のコヨアカン地区にあるメキシコ国立自治大学（UNAM）のメインキャンパスである。建築家マリオ・パニ（Mario Pani）とエンリケ・デル・モラル（Enrique del Moral）によって設計された。オリンピック・スタジアムを含み、計40の学部・研究所、文化センター、生態系の保全区域、中央図書館、博物館などが設置されている。この大学都市は、当時メキシコシティに点在していた建築物群をまとめて移転するために、かつての固まった溶岩層の上に建造された。工事は1950年代に始まり、1954年に完成した。
UNAM は、メキシコシティの他の地区（主として大学院や教養目的）や、他の州にも建物を持っているが、単に"C.U."として知られるこの大学都市が、大学の一番のシンボルになっている。 

## 環境
シウダ・ウニベルシタリアは開かれた場所であることが企図されている。かつては火山岩盤あり、鬱蒼と茂った植生ありといった状況だったので、まっすぐ伸びた道などはほとんどない。道路は同心円状にめぐらされ、そこに各建物が配置されている。建物には徒歩5 - 10分程度の間隔で配置されているものもある。かつて転がっていた火山岩はどかされ、建物の部屋、小道、壁面などの建材に転用された。建物それ自体は、コンクリートと煉瓦を主体とする共通の建材が用いられている。建物の多くは数階建てで、窓が大きくとられ、内外に庭園が配置されている。

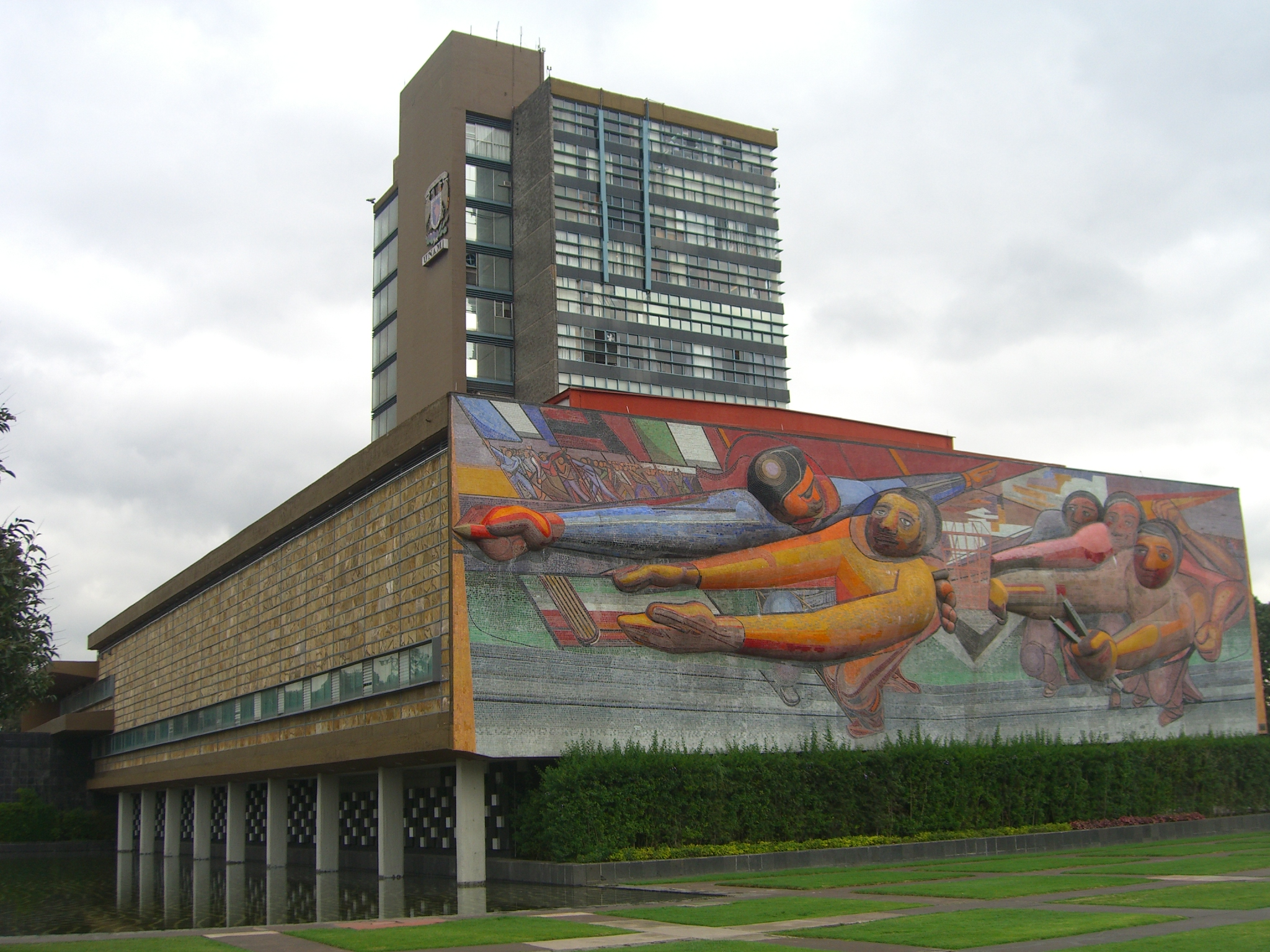
学長塔

建築様式は異なっていても、庭園の存在と火山岩の使用はほぼすべての建物に共通であるが、注目すべき例外がある。それは学長塔（the Rectorate Tower）と中央図書館である。これらの長身で四角い建物は、他に比べていささか孤立しており、壁画で飾られているという特色がある。手がけたのはともにメキシコの著名な壁画家で、学長塔の方はダビド・アルファロ・シケイロス（David Alfaro Siqueiros）が、中央図書館のほうはフアン・オゴルマン（Juan O'Gorman）が、それぞれ担当した。
中央図書館のほうは、壁画としては世界最大で、全面にアステカ人とスペイン人をモチーフにした絵やUNAMの学章などが描かれている。このことが、中央図書館を大学都市内で最も図像的な建築物にしている。

## 博物館
- ウニベルスム（UNIVERSUM）- 科学博物館で、一般向けの科学に関する体験型展示などが行われている。
- 科学と芸術のための大学博物館（MUCA, Museo Universitario de Ciencias y Artes）- メキシコ人の芸術家から寄せられた現代美術の展示や、大学が保有する美術品の展示が行われている。

## 運動施設

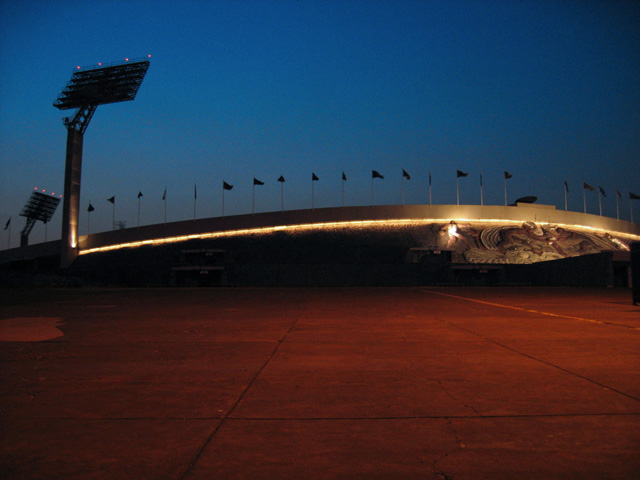
オリンピック・スタジアム

エスタディオ・オリンピコ・ウニベルシタリオ（オリンピック・スタジアム）は、1952年に建設されたもので、1968年のメキシコオリンピックではメイン会場として使われた。また、1986年にメキシコで開催された第13回サッカー・ワールドカップでも使用された。現在は、メキシコの都市大学サッカーリーグの試合に使われており、UNAMのクラブ「プーマ」のホームグラウンドにもなっている。
競技場には、学生や少年サッカーの練習場もあり、スタジアムの近くには、主に学生向けのマーシャル・アーツやボクシングなどの練習ジムも設置されている。

## 文化系の施設

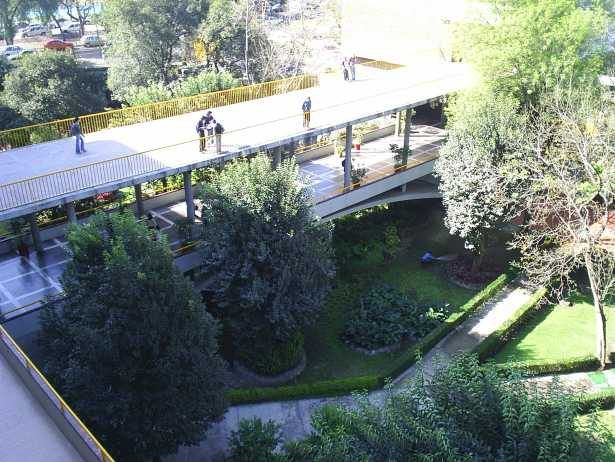

- サラ・ネサワルコヨトル（Sala Nezahualcoyotl）- オーケストラやダンスの上演に使われる。
- フアン・ルイス・デ・アラルコン劇場（Teatro Juan Ruiz de Alarcon）- 古典劇も現代劇も上演される大劇場。
- 大学演劇センター（Centro Universitario de Teatro, CUT）- シアター・スクール付属の100席の小劇場。
- 文化ゾーンには、映画館がいくつかあり、学生にも手ごろな値段で、アジア、ヨーロッパなどの国際的な映画が上映されている。また、ほぼすべての学部にフィルム・クラブがあり、一般向けに自主制作映画などを上映している。
- ラジオUNAM（Radio UNAM）- メキシコシティ内向けのラジオ局。音楽番組や情報番組を配信している。

## 彫刻の空間
生態系の保全区域内に、「彫刻の空間」と呼ばれる場所がある。大きな丸い火山岩盤を取り囲むように白い三角柱が並び、さながらヒマワリのように中心から放射状に伸びている。そこには、現代美術家たちによって彫られた、巨大で色とりどりの多くの金属性の彫刻があることから、「彫刻の空間」の名がある。

## 交通
大学都市内には、大学自身によって運営されている5つの主要バス路線がある。その拠点となっているのが、メキシコシティ地下鉄の終点の一つである大学前駅（Metro Universidad）である。それらは無料で、月曜日から金曜日の午前6時20分から午後10時30分まで運行している。自動車もキャンパス内を走行することが許されているので、バスの路線をタクシーが走り、複数人で乗る客を拾うこともある。
バス路線は、長い路線もあれば短い路線もあり、短い路線は始点と終点が同じものもある。入学の時期には、新入生向けの登録センター行きの臨時路線も運行される。また、オリンピック・スタジアムを拠点とする新ルートもある。
大学都市への主要な入り口は3つある。地下鉄の大学前駅、およびコピルコ駅（Metro Copilco）からの入り口と、ロス・インスルヘンテス大通り（Avenida de los Insurgentes）からのものである。この大通りは、大学都市を二分するもので、オリンピック・スタジアムや文化ゾーン近くにある。
ほかに、主要な学部へのサイクリング・コースも整備されている。

## 店舗
キャンパスには、大学が所有するカフェテリアがいくつもあるが、それらは生活協同組合によってフランチャイズされている。ただし、理学部にある「カフェ・シエンシアス」（Café Ciencias）のみは例外で、学生たちによって運営されている。カフェテリアはどれも似通ったつくりの1階建ての建物である。大学の建物以外の区画には、他の店舗もあり、コピーサービスや文房具の販売を行っているところもある。 
以上は常設店舗だが、キャンパス周辺には、菓子・食品類を扱う半常設店舗もある。それらの店舗は毎日組み立てと解体が行われるが、場所は固定しており、何年も同じ場所にある。大学グッズを扱う店もあるが、それは主にサッカークラブ関連品である。
主に中央図書館と文学部の間には、音楽、映画、書籍などを扱う店も出る。それらは新品も中古もあるが、多くは海賊版などの非正規品である。
大学近くの地下鉄駅周辺には、多くの食料品店、書店、コピー屋などがある。大学を出てすぐ北側に当たるコピルコ駅近くには、製本屋があり、学生たちは論文の製本に利用している。大学前駅にはティエンダ・ウナム（Tienda UNAM）という大型スーパーマーケットがあり、家具、衣類、飲食物、家電製品、玩具等がほかに負けないような低価格で販売されている。この経営は大学自身が行っており、大学の被雇用者とその家族を対象とするものではあるが、一般客の利用も可能である。

## 安全
入り口でのチェックを行っていないうえに規模も大きいにもかかわらず、大学都市はメキシコシティの他の地区よりも安全である。大学都市内には、Auxilio UNAM という監視グループが存在しており、毎日キャンパスをパトロールしている。とくに長期休暇中や週末に目を光らせているが、火器類は携行していない。大学の自治のためという歴史的・法的理由のために、警察官は大学当局の要請なしに大学都市内に立ち入ることはできない。犯罪が起こることもあるが、それはえてして散発的で、なおかつ学生や職員が立ち去った後の深夜のことである。キャンパス内には、救急医療施設と消防署もある。

## 世界遺産

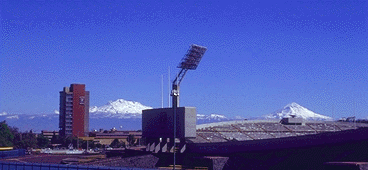
遠景

60人以上の建築家や技師が統一性を持って作り上げたこの大学都市は、その顕著に普遍的な価値を認められ、2007年にユネスコの世界遺産に登録された。

### 登録基準
この世界遺産は世界遺産登録基準のうち、以下の条件を満たし、登録された（以下の基準は世界遺産センター公表の登録基準からの翻訳、引用である）。
- (1) 人類の創造的才能を表現する傑作。
- (2) ある期間を通じてまたはある文化圏において、建築、技術、記念碑的芸術、都市計画、景観デザインの発展に関し、人類の価値の重要な交流を示すもの。
- (4) 人類の歴史上重要な時代を例証する建築様式、建築物群、技術の集積または景観の優れた例。